# Madejas (gastronomía)
Las madejas son un aperitivo muy tradicional de Aragón, en España. Son muy similares a los zarajos de Cuenca o los embuchados de La Rioja. Se elaboran con las tripas e intestinos de cordero.

## Elaboración
Es importante la limpieza de las tripas e intestinos de cordero, aunque ahora ya es posible conseguirlos limpios en la carnicería o casquerías. Si se elabora en casa, el estómago se limpia con cal y con un cuchillo. Una vez limpio, se cuece en agua sazonada. Se corta el estómago en trozos y se enrolla el intestino delgado sobre los trozos cortados anteriormente. Se ponen a freír. También se pueden cocinar al horno, y una vez bien doradas se hace una picada de ajo y perejil y se untan con un pincel. Se consumen recién hechas.